# TT172
| mn · n · T | w | i | Z4 · D54 | w | Z4 |

| mn · n · T | w | i | Z4 · D54 | w | Z4 |

TT172 (Theban Tomb 172) è la sigla che identifica una delle Tombe dei Nobili ubicate nell’area della cosiddetta Necropoli Tebana, sulla sponda occidentale del Nilo dinanzi alla città di Luxor, in Egitto. Destinata a sepolture di nobili e funzionari connessi alle case regnanti, specie del Nuovo Regno, l'area venne sfruttata, come necropoli, fin dall'Antico Regno e, successivamente, sino al periodo Saitico (con la XXVI dinastia) e Tolemaico.

## Titolare
TT172 era la tomba di:
| Titolare | Titolo                                            | Necropoli | Dinastia/Periodo                                   | Note                                                                                     |
| -------- | ------------------------------------------------- | --------- | -------------------------------------------------- | ---------------------------------------------------------------------------------------- |
| Mentiywi | Maggiordomo reale, Figlio della nursery reale (?) | El-Khokha | XVIII dinastia (da Thutmosi III ad Amenhotep II ?) | versante sud della collina, in alto; a breve distanza a nord-ovest della casa dell'Omdeh |

## Biografia
Unica notizia ricavabile, il nome della madre, Hepu.

## La tomba
TT172 presenta planimetria a "T" rovesciata tipica delle tombe del periodo. Da un cortile, un breve corridoio dà accesso ad una sala trasversale; sulle pareti: Il defunto offre libagioni su un braciere (1 in planimetria) mentre portatori di offerte recano dolci e fiori; un uomo con incenso dinanzi al defunto seduto, nonché resti di scene di portatori di offerte. Sul lato corto occidentale una stele (2) con duplice scena del defunto in offertorio a Osiride e testi autobiografici. Oltre il corridoio che adduce alla sala perpendicolare, su due registri sovrapposti (4), il defunto e una figlia (?) praticano la pesca e l'uccellagione mentre due file di portatori recano prodotti delle terre del nord e vitelli. Sulla parete più corta orientale (3), su due registri, il defunto, con fiori, in offertorio dinanzi a un re (non ne è specificata l'identità); falsa porta con portatori di offerte sui lati.
Un corridoio immette in una sala perpendicolare alla precedente; sulle pareti: su tre registri (5-6) scene della processione funeraria verso Anubi e Osiride, portatori con le suppellettili funebri e prete lettore con gli strumenti per eseguire la Cerimonia di apertura della bocca; sono presenti prefiche, donne nei pressi di un laghetto, conduttori di carro e macellai. Sulla parete opposta (7) il defunto a piedi pratica la caccia agli struzzi nel deserto e scene di aratura; poco oltre (8) su due registri, scene di vendemmia con pigiatura delle uve, immagazzinamento del vino e chiusura delle giare con offerte a Thermutis rappresentata in forma di serpente; un uomo offre grappoli d'uva al defunto. Seguono (9) scene del defunto che riceve da un uomo ghirlande per la festa del nuovo anno e, su tre registri, carpentieri, pesatori di oro e orafi; in altra scena il trasporto di grano e mucche che procedono a calpestare grano. Un uomo (10) in offertorio dinanzi al defunto e alla madre. Sul fondo, in una nicchia (11) due statue e, nella parte alta, il defunto inginocchiato dinanzi ad Anubi in forma di sciacallo; su quattro registri, scene di portatori di offerte e macellai. Il soffitto, a volta, è decorato con testi di offertorio.

### Annotazioni
1. ↑  La numerazione dei locali e delle pareti segue quella di Porter e Moss 1927, p. 279.
2. ↑  La prima numerazione delle tombe, dalla numero 1 alla 253, risale al 1913 con l’edizione del "Topographical Catalogue of the Private Tombs of Thebes" di Alan Gardiner e Arthur Weigall. Le tombe erano numerate in ordine di scoperta e non geografico; ugualmente in ordine cronologico di scoperta sono le tombe dalla 253 in poi.
3. ↑  I campi della Duat, ovvero l'aldilà egizio, si trovavano, secondo le credenze, proprio sulla riva occidentale del grande fiume.
4. ↑  Nella sua epoca di utilizzo, l'area era nota come "Quella di fronte al suo Signore" (con riferimento alla riva orientale, dove si trovavano le strutture dei Palazzi di residenza dei re e i templi dei principali dei) o, più semplicemente, "Occidente di Tebe".
5. ↑  le Tombe dei Nobili, benché raggruppate in un'unica area, sono di fatto distribuite su più necropoli distinte.
6. ↑  Le note, sovente di inquadramento topografico della tomba, sono tratte dal "Topographical Catalogue" di Gardiner e Weigall, ed. 1913 e fanno perciò riferimento alla situazione dell'epoca.
7. ↑  Con il termine omdeh si indica, in Egitto, il capo-villaggio.
8. ↑  Era compito dei preti "lettori" l'organizzazione delle cerimonie e la recitazione ad alta voce, durante le cerimonie sacre, degli inni previsti. Proprio per tale conoscenza delle invocazioni giuste e corrette, i "lettori" venivano considerati detentori di poteri magici.

### Fonti
1. 1 2 3 4  Porter e Moss 1927,  p. 279.
2. ↑  Gardiner e Weigall 1913.
3. ↑  Donadoni 1999,  p. 115.
4. ↑  Gardiner e Weigall 1913, pp. 32-33.
5. ↑  Gardiner e Weigall 1913, p. 33.
6. ↑  Porter e Moss 1927,  pp. 279-280.